# فيلادلفيا سفنتي سيكسرز
فيلادلفيا سفنتي سيكسرز (بالإنجليزية: Philadelphia 76ers) هو نادي كرة سلة من فيلادلفيا، بينسيلفينيا، الولايات المتحدة الأمريكية. تأسس عام 1939.
الملعب: ويلز فارجو سنتر

## ألوان الفريق
الأسود، الأزرق، الذهبي، الأحمر، الفضي، والأبيض.

## سجل بطولات الفريق
فاز 3 مرات ببطولة الدوري الأمريكي لكرة السلة للمحترفين في الأعوام:
1955، 1967، 1983.
لقب القسم الشرقي: خمس مرات (1977 - 1980 - 1982 - 1983 - 2001).
لقب مجموعة الأطلنطي: 11 مرة (1950 - 1952 - 1955 - 1966 - 1967 - 1968 - 1977 - 1978 - 1983 - 1990 - 2001).

## تاريخ الفريق
في عام 1946 أرسل داني بياسون شيك بمبلغ 5000 دولار إلى مكتب إن بي إل في شيكاغو ليتأسس الفريق في البداية تحت اسم سيراكوز ناشيونالز.
وفي عام 1949 أصبح ناشيونالز واحد من سبع فرق اندمجت مع الاتحاد الأمريكي لكرة السلة ليكونوا دوري الرابطة الوطنية بشكلها الحالي.
وفي عام 1955 نجح فريق ناشيونالز في الفوز ببطولته الأولى عندما التقى فريق فورت واين في النهائيات وتمكن من التغلب عليه في سلسلة المباريات بينهما 4-3 وشهدت مباريات الفريقين تنافسا شديدا حيث كان أكبر انتصار بفارق 7 نقاط.
وانتهت سلسلة المباريات بين الفريقين بعد احتكامهم إلى المباراة الحاسمة التي حسمها ناشيونالز لصالحه 91-92.
وشهد هذا الموسم تألق اللاعب دولف شايز وشهد الموسم تسجيله متوسط 18.5 نقطة و12.3 متابعة، وكان معدل تمريرات زميله بول سيمور الحاسمة 6.7 تمريرة كما كان معدل تمريرات زميليهما جورج كينج الحاسمة 4.9 تمريرة الأمر الذي جعلهما من أفضل ثماني ممرين في هذا الموسم.
وفي عام 1963 ونظرا لصغر مساحة مدينة سيراكوز وصعوبة تحقيق فريقها للأرباح قام إيرف كوسلوف بشراء الفريق ونقله إلى مدينة فيلاديلفيا.

### تغيير الاسم
وتم الاتفاق على أن يصبح اسم الفريق الجديد هو فيلاديلفيا سفنتي سيكسرز نسبة لعام 1776 وهو العام الذي أعلن فيه استقلال فيلاديلفيا.
وفي موسم 1966- 1967 قاد دولف شايز الفريق للفوز بلقب دوري الرابطة الوطنية بعد موسم رائع جعل الفريق يصنف بما فعله هذا الموسم بأنه أحد أفضل الفرق في تاريخ دروي الرابطة الوطنية حيث فاز الفريق بأول 45 مباراة من أصل 49 مباراة في الموسم وأنهى موسم ما قبل النهائيات بـ68 فوزا مقابل 13 خسارة.
وتألق أسطورة كرة السلة الأمريكية ويلت تشامبرلين وكان سببا رئيسيا في تأهل الفريق إلى نهائيات دوري الرابطة الوطنية قبل أن ينتزع سيكسرز اللقب من فريق سان فرانسيسكو ووريورز بعد ست مباريات فقط.
وفي موسم 1982-1983 تصدر سيكسرز القسم الشرقي بعد اكتساحه لمنافسيه وحقق سجل وصل إلى 65 فوزا مقابل 17 هزيمة قبل أن يسحق ليكرز في نهائيات دوري الرابطة الوطنية بالفوز عليه في أول أربع مباريات متتالية.

## وصلات خارجية
- موقع النادي الرسمي